# Bonzac
Bonzac é uma comuna francesa na região administrativa da Nova Aquitânia, no departamento da Gironda. Estende-se por uma área de 7,45 km². Em 2010 a comuna tinha 757 habitantes (densidade: 101,6 hab./km²).